# 羅暉翔
羅暉翔（英語：Vicky Law Fai Cheung，1982年7月14日—）是一名新聞主播兼記者，曾于2003年至2006年任職無綫新聞，2006年至2016年期間轉投有線新聞，主要報道中國內地的新聞，後於2016年轉職東方報業集團現任旗下的經理人公司。2019年離職後創辦「ACOO數碼媒體公司」，並協助公司製作新聞平台。

## 簡歷
羅暉翔小學就讀天主教領島學校（1994年畢業），中學時期就讀陳瑞祺（喇沙）書院，擔任該校校刊中文部總編輯，及後在浸會大學傳理學院新聞系就讀。大學二年級時到無綫新聞擔任實習記者，畢業後留任新聞組記者，期間也曾被調任廣州記者。
他於自2006年12月離開無綫電視後轉投香港有線新聞，再擔任有線新聞中國組記者，除輪任駐北京記者外，亦有採訪其他中國新聞，如全國兩會等。現時除採訪新聞外，還參與新聞台的專題節目《有線中國組》的主持及採訪。
2008年7月25日，香港傳媒人羅暉翔在北京採訪發售奧運門票期間遭公安驅趕，而更被叉頸和推倒地上，頸部紅腫，此事成爲全港傳媒及各國媒體關注的焦點，中國政府對香港和外國傳媒的態度也備受關注。

## 家庭
羅暉翔曾結婚，其已故前妻為記者郭麗婷。